# Bochselnacht

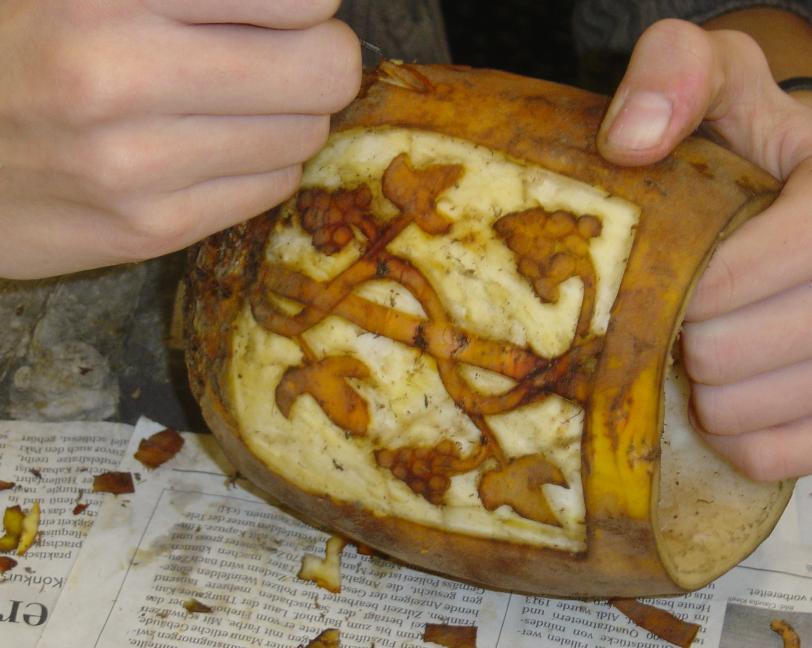
«Schnitzen» eines «Bochseltieres»

Die Bochselnacht wird am Donnerstag der letzten ganzen Woche vor Weihnachten von den Einwohnern Weinfeldens im Kanton Thurgau zelebriert. Die Kinder der 1. Primar- bis zur 1. Sekundarklasse ziehen nach dem Eindunkeln mit ihren «Bochseltieren» (ausgehöhlte, mit Schnitzereien verzierte und durch Kerzen erleuchtete Runkelrüben) auf einer festgelegten Route durch das Dorfzentrum Weinfeldens.

## Details
Alle Kinder der Primarschulklassen und die 1. Klassen der Sekundarschule ziehen mit ihren verzierten Bochseltieren auf einer festgelegten Umzugsroute durch das Dorf. Dazwischen eingestreut tragen die Schülerinnen und Schüler der 2. Sekundarklassen ihre grossen Laternen aus Karton und Seidenpapier auf den Schultern. Am Ende des Umzuges besammeln sich die Mittelstufenklassen vor dem Rathaus und singen das Lied «Freut euch des Lebens». Die gleichzeitig tagenden Gemeindeparlamentarier unterbrechen ihre traditionelle Bochselnacht-Sitzung, um auf dem Balkon des Ratsaals dem Gesang zu lauschen. Danach kehren die Schüler ins zentrale Pestalozzi-Schulhaus zurück, um dort eine Brezel in Empfang zu nehmen.
Die Schülerinnen und Schüler der 3. Sekundarklassen führen alsdann in der alten Turnhalle des Thomas-Bornhauser-Schulhauses das Bochselnachttheater auf. Dabei wird traditionellerweise ein Märchen aufgeführt. Nach der Aufführung begeben sich die Erwachsenen in die Wirtshäuser des Dorfes und konsumieren gerne einen «Böllewegge», ein mit Zwiebeln gefülltes Hefegebäck, oder einen Salziss (eine Art Siedwurst) mit Kartoffelsalat und um Mitternacht und später eine Mehlsuppe.
In den letzten Jahren ist der alte Brauch mit einigen Neuerungen aufgewertet worden. Seit einigen Jahren bereichern die schmucken Laternen der 2. Sekundarklassen mit ihren vielfältigen und kunstvollen Sujets den Umzug. Die früher am Ende des Umzugs verteilten Weggen mit kalter Wurst sind durch eine Brezel ersetzt worden, weil einerseits für die Kleinen die Wurst oft ein zu grosser Happen war und weil andererseits die am Umzug teilnehmenden Muslim-Kinder kein Schweinefleisch konsumieren. Als wohl weitherum grosse Besonderheit war früher für alle Kinder aus Weinfelden am Bochselnachtnachmittag und -abend das Rauchen erlaubt. Doch die Lehrer äusserten zunehmend Bedenken, dass dies nicht zu den Präventionsbemühungen passe, welche an der Schule durchgeführt werden. Mehr und mehr fanden auch Eltern das Rauchen als nicht mehr zeitgemäss und ein falsches Signal. Seit 2004 ist deshalb das Rauchen offiziell nicht mehr erlaubt. Auch eine Anpassung der Umzugsroute hat der alte Brauch unbeschadet überstanden. Vor einigen Jahren wurde darüber diskutiert, das Lied «Freut euch des Lebens» durch etwas Zeitgemässeres zu ersetzen. Hier hat sich aber die Tradition durchgesetzt.

## Brauch
Im ganzen Rheinland, in ganz Süddeutschland und in verschiedenen Schweizer Gemeinden finden an den Donnerstagen vor Weihnachten Umzüge der Jugendlichen statt. Schon früh wurde versucht, dieses Treiben zu unterbinden. So wurden in Basel, Schaffhausen oder Zürich bereits im Mittelalter Verordnungen erlassen, die das «Bogschlen […] sol verbieten».
Der Begriff «bochseln» ist verwandt mit «posseln» oder «pochen» und bedeutet etwa klopfen, Lärm erzeugen oder Schabernack treiben. Dieses Lärmen hat wohl in längst vergangenen Zeiten dazu dienen sollen, böse Geister und Dämone zu vertreiben. Die Bochselnacht erinnert aber auch an alte Totenbräuche, deren Ursprung in mit römischen Bräuchen vermischten keltischen und germanischen Sitten liegen. Noch heute werden gerne Totenköpfe in die Rüben geschnitzt.
1611 starben im Thurgau innerhalb von 8 Monaten über 33'000 Menschen an der Pest, etwa die Hälfte der damaligen Bevölkerung. Täglich zogen Totenknechte durch die Dörfer, um die Verstorbenen einzusammeln. Als sich später, 1629 erneut die Angst vor der Pest in der Schweiz und im Thurgau ausbreitete, liessen die jungen Weinfelder ihre Arbeit liegen, um ihre Furcht vor dem Tod in Alkohol zu ertränken „Nun lasset uns essen und trinken und fröhlich sein, denn morgen sterben wir“ sollen sie gesagt haben. Doch als der nächste Tag anbrach, waren sie noch immer lebendig. Keiner von ihnen erlag der Pest. Die glücklichen Weinfelder schrieben ihr Überleben dem Trinken des Weines zu. Fortan veranstalteten sie jedes Jahr, in der Mitte des Monates Dezember, ein Fest zu Ehren des römischen Weingottes Bacchus, das sogenannte Bacchusfest auch Bochselfest genannt. Über die Jahre entstand daraus der Name Bochselnacht. Um den Tod auch den Kindern näherzubringen, höhlten die Weinfelder Rüben als auch Kürbisse aus und stellten Lichter hinein. Die Kinder schnitzten Augen, Nase und Mund mit spitzigen Zähnen in die Laternen, so dass diese wie Totenköpfe aussahen. In der Bochselnacht zogen die Kinder mit ihren grausigen Lichtern -den sogenannten Bochseltieren- durch die Strassen Weinfeldens, um den Tod zu vertreiben. Noch heute wird dieser Brauch jährlich am Donnerstag vor Weihnachten gefeiert.